# パチスロ7
『パチスロ7』（パチスロセブン）は、辰巳出版グループの蒼竜社が発行していた日本の漫画雑誌。1998年創刊。2020年休刊。毎月26日発売。発行部数は公称40万部。
パチスロ漫画誌。また巻頭・巻末には新機種情報や攻略コラムなども掲載される。同じグループに属する『パチスロ必勝本』との関係が強く、射駒タケシ・嵐・水瀬美香など、同誌のライターが登場する漫画が多く掲載されている。
かつては系列誌として『パチスロ7Jr.』（パチスロセブンジュニア、毎月10日発売）があったが、2009年末に休刊となっている。

## 連載作品
- PUZZLE（監修：梅屋シン、作画：柳リカ）
- ジャブジャブ大作戦（監修：嵐、作画：サクライマイコ）
- スロもはっさくが行く（萩原はっさく）
- スロ生活向上委員会2（桑木みき）
- フルスロットル（監修：嵐、作画：タニカワジュン）
- いきあたりガッポリ（カワサキカオリ）
- それで勝てるのかよ（藤波俊彦）
- もう店員さんは呼ばない!!（橘かおる）
- やんちゃブギ（監修：射駒タケシ、作画：しのはら勉）
- 川合くん（市川ヒロシ）
- 勝たせてプリーズ（監修：KEN蔵、作画：塚本ケースケ）
- 豪腕な彼女（監修：水瀬美香、作画：富田はじめ）
- 設定変更中です!!（たなべみか）
- 秘宝苦愛（監修：辻ヤスシ、作画：天草ヤスヲ）
- 三上慎吾全勝計画（三上慎吾）

## 過去の連載作品
- のる!?（なかたひろお）
- 女代打店長 HANJO（藤沢ケイジ）
- 有限会社ジャグラー（カネシゲタカシ）

## 関連誌
- 『パチスロ必勝本』 - パチスロ攻略誌。毎月21日発売。
- 『パチスロ極』 - 辰巳出版グループのスコラマガジンが発行していた。2020年休刊。
- 『パチスロ必勝本DX』 - 2020年休刊。
- 『パチスロ必勝本極』 - 2022年休刊。上記2誌が合併した兄弟誌として毎月7日に発売し、本誌と合わせて実質月2回刊行体制となっていた。